# Chariobas lineatus
Chariobas lineatus là một loài nhện trong họ Zodariidae.
Loài này thuộc chi Chariobas. Chariobas lineatus được Mary Agard Pocock miêu tả năm 1900.